# Sipos Gyula (költő)
Sipos Gyula (Tüskepuszta, 1921. február 18. – Budapest, 1976. augusztus 30.) újságíró, költő.

## Életrajza
Az akkor közigazgatásilag Újdombóvárhoz tartozó Tüskepusztán született. Kaposváron érettségizett a Táncsics Mihály Gimnáziumban 1939-ben, az egyetemet Budapesten végezte. A Györffy Kollégiumnak lakója (1940-41), majd 1943-tól annak igazgatója volt. 1945-ben képviselőként részt vett az Ideiglenes Nemzetgyűlés munkájában, s 1945-től a Nemzeti Parasztpárt Intéző Bizottságának, 1946. márciustól Politikai Bizottságának tagja. Tevékenyen részt vett a földreform végrehajtásában.
A második világháború éveiben a Kis Újság és a Szabad Szó riportere, a koalíciós években a Szabad Szó és a Március Tizenötödike című lapok szerkesztője, 1949-től a Szabad Föld, 1953-tól az Új Hang, 1955-től az Irodalmi Újság belső munkatársaként dolgozott. 1957 végétől a Falusi Vasárnap, a Képes Újság, 1972-től a Szabad Föld országjáró riportere volt.

## Munkássága
Az újságírás mellett is jelentős költészetének meghatározó élménye a pusztai sors. Első verseskötete 1939-ben jelent meg a Berzsenyi Társaság kiadásában "Lámpák a ködben" címmel. Összesen tizenegy verseskötete, két regénye és egy szociográfiai riportkötete jelent meg, ez utóbbi halála után, 1977-ben „Pusztaiak” címmel.
Ez a mű a Dombóvár környéki pusztákon élő emberek sorsát mutatja be, saját családja életének bemutatásán keresztül is. A műben a szerző sok helyen összeveti a múltat a jelennel (az 1970-es évekkel), s emlékein és érzelmein szűri át a valóságot: "Nem választhattam születésem helyét, mert Tüskét a fejlődés letörölte a térképről. Sőt nemcsak a térképről, hanem hosszú cselédházaival, istállóival, ólaival, mindenestül arról a domboldalról is, amelyen állt. Már a két világháború között is csak a téglagyári agyagfal meg a kis patak medre választotta el Ódombóvártól, az újdombóvári, talpfatelepi házsoroktól pedig csak néhány tábla föld. Az 1956-os helységnévtárban még szerepel –u.p.Dombóvár-, azóta minden cselédházat, szülőházamat is lebontották, a Dőry-kastély maradt meg elárvult művelődési otthon szerepben és egy régi istálló gépszínként. ... Azt mondhatom, hogy Tüske a maga rendje-módja szerint szűnt meg, úgy, ahogy a szívük szerint a régi cselédek is megszüntették volna."
1996-ban a volt kastély falán emléktáblát helyeztek el a következő felirattal: 
"Tüskében született Sipos Gyula költő, a kétkezi emberek világának hűséges krónikása. Emlékét kegyelettel őrzi Dombóvár város lakossága:

## Díjai, elismerései
- József Attila-díj (1954 és 1971)

## Főbb művei
- Lámpák a ködben (Kaposvár, 1939)
- A három lépés (Kaposvár, 1941)
- Szóljatok bátran (1954)
- Vadludak (versek, Budapest, 1956)
- Férfikor (versek, 1962)
- A nagy éjszaka (kisregény, 1963)
- Gyümölcs és virág (versek, Budapest, 1964)
- Erdőtűz (versek, Budapest, 1967)
- Könnyű részegség (versek, Budapest, 1969)
- A senkiföldjén (regény, 1970)
- Szomjúság (1975)

### Posztumuszművei
- Pusztaiak (szociográfiai riportok, Budapest, 1977)
- Hétvége (válogatott versek Budapest, 1978)
- Akkor voltunk fiatalok. Emlékezés Győrffy-kollégistákra; összeáll. Sipos Gyuláné Kováts Zsuzsa; Kossuth, Bp., 1981
- Védőbeszéd. Válogatott versek, 1939-1976; vál., szöveggond. Tamási Lajos; Szépirodalmi, Bp., 1984
- Hogyan is szeretnék élni? Tanulmányok, riportok, jegyzetek; Palmiro Togliatti Megyei Könyvtár, Kaposvár, 1987